# Amécourt
Amécourt é uma comuna francesa na região administrativa da Normandia, no departamento de Eure. Estende-se por uma área de 5,89 km². Em 2010 a comuna tinha 173 habitantes (densidade: 29,4 hab./km²).